# Copa de la Reina de Baloncesto 2017
La Copa de la Reina 2017 corresponde a la 55.ª edición de dicho torneo. Se celebró los días 10, 11 y 12 de febrero de 2017 en el Pabellón Municipal Gerona-Fontajau de Gerona. Cataluña no acogía una fase final de la Copa de la Reina de baloncesto desde el año 1986.

## Designación de la sede
Después de analizar detalladamente la información de las posibles sedes, Salamanca y Gerona, la Federación Española de Baloncesto designó el proyecto presentado por el Uni Girona Club de Bàsquet de la ciudad de Gerona como sede para la fase final de la Copa de la Reina de baloncesto. Todos los encuentros se disputaron en el Pabellón Municipal Gerona-Fontajau.
El formato de competición fue renovado y ampliado a los seis primeros equipos clasificados al final de la primera vuelta de la liga regular. Los dos primeros se clasificaron directamente para las semifinales. Los equipos clasificados del 3.º al 6.º puesto jugaron entre sí una eliminatoria a un solo partido, y los dos ganadores accedieron a las semifinales. Tanto las eliminatorias de clasificación como las semifinales fueron por sorteo puro, sin cabezas de serie.
Juntamente con la designación, se confirmó que Gerona también acogería la 1.ª edición de la Minicopa de la Liga Femenina, en la que participaron 12 equipos de categoría infantil de la Liga Femenina.

## Árbitros
Los siguientes árbitros fueron designados por la FEB para dirigir los encuentros de la competición.
- Christian José García Rodríguez
- Susana Gómez Lopez
- Iyán González Gálvez
- Juan Ramón Hurtado Almansa
- Ángel Lucas de Lucas
- Germán Francisco Morales Ruíz
- Alfonso Olivares Iglesias
- José María Terreros San Miguel

## Equipos clasificados
La fase final la disputaron los seis equipos primeros clasificados al final de la primera vuelta de la liga regular de la Liga Femenina. La organización de la copa se asignó al Spar Citylift Girona.
| Pos. | Equipo                   | PJ | G  | P | GF   | GC  | DG   | Pts | Clasificación                     |
| ---- | ------------------------ | -- | -- | - | ---- | --- | ---- | --- | --------------------------------- |
| 1    | Perfumerías Avenida      | 13 | 12 | 1 | 930  | 689 | +241 | 25  | Clasifican a las Semifinales      |
| 2    | Spar CityLift Girona (H) | 13 | 11 | 2 | 1001 | 839 | +162 | 24  | Clasifican a las Semifinales      |
| 3    | Lointek Gernika Bizkaia  | 13 | 9  | 4 | 820  | 716 | +104 | 22  | Clasifican a los Cuartos de final |
| 4    | Lacturale Araski         | 13 | 8  | 5 | 806  | 836 | −30  | 21  | Clasifican a los Cuartos de final |
| 5    | Al-Qázeres Extremadura   | 13 | 7  | 6 | 856  | 871 | −15  | 20  | Clasifican a los Cuartos de final |
| 6    | Star Center–Uni Ferrol   | 13 | 7  | 6 | 867  | 927 | −60  | 20  | Clasifican a los Cuartos de final |

 Fuente: Liga Femenina

## Cuadro
A continuación se detallan todos los partidos que componen a la edición. Actuó como equipo local el que mejor clasificación haya obtenido al finalizar la primera vuelta de la liga regular.
|  | Cuartos de final       | Cuartos de final       | Cuartos de final     |                      |                  | Semifinales      | Semifinales          | Semifinales          |    |  | Final         | Final         | Final         |  |
|  | 10 de febrero          | 10 de febrero          | 10 de febrero        |                      |                  | 11 de febrero    | 11 de febrero        | 11 de febrero        |    |  | 12 de febrero | 12 de febrero | 12 de febrero |  |
|  |                        |                        |                      |                      |                  |                  |                      |                      |    |  |               |               |               |  |
|  |                        |                        |                      |                      |                  |                  |                      |                      |    |  |               |               |               |  |
|  | Lacturale Araski       | Lacturale Araski       | 64                   |                      |                  |                  |                      |                      |    |  |               |               |               |  |
|  | Lacturale Araski       | Lacturale Araski       | 64                   |                      |                  |                  |                      |                      |    |  |               |               |               |  |
|  | Star Center-Uni Ferrol | Star Center-Uni Ferrol | 62                   |                      |                  |                  |                      |                      |    |  |               |               |               |  |
|  | Star Center-Uni Ferrol | Star Center-Uni Ferrol | 62                   |                      | Lacturale Araski | Lacturale Araski | 71                   |                      |    |  |               |               |               |  |
|  |                        |                        |                      |                      | Lacturale Araski | Lacturale Araski | 71                   |                      |    |  |               |               |               |  |
|  |                        |                        | Spar Citylift Girona | Spar Citylift Girona | 78               |                  |                      |                      |    |  |               |               |               |  |
|  |                        |                        | Spar Citylift Girona | Spar Citylift Girona | 78               |                  |                      |                      |    |  |               |               |               |  |
|  |                        |                        |                      |                      |                  |                  |                      |                      |    |  |               |               |               |  |
|  |                        |                        |                      |                      |                  |                  |                      |                      |    |  |               |               |               |  |
|  |                        |                        |                      |                      |                  |                  | Spar Citylift Girona | Spar Citylift Girona | 76 |  |               |               |               |  |
|  |                        |                        |                      |                      |                  |                  |                      |                      | 76 |  |               |               |               |  |
|  |                        |                        | Perfumerías Avenida  | Perfumerías Avenida  | 80               |                  |                      |                      |    |  |               |               |               |  |
|  | Gernika Bizkaia        | Gernika Bizkaia        | Perfumerías Avenida  | Perfumerías Avenida  | 80               | 66               |                      |                      |    |  |               |               |               |  |
|  | Gernika Bizkaia        | Gernika Bizkaia        |                      |                      |                  |                  |                      |                      |    |  |               |               |               |  |
|  | CB Al-Qázeres          | CB Al-Qázeres          | 54                   |                      |                  |                  |                      |                      |    |  |               |               |               |  |
|  | CB Al-Qázeres          | CB Al-Qázeres          | 54                   |                      | Gernika Bizkaia  | Gernika Bizkaia  | 48                   |                      |    |  |               |               |               |  |
|  |                        |                        |                      |                      | Gernika Bizkaia  | Gernika Bizkaia  | 48                   |                      |    |  |               |               |               |  |
|  |                        |                        | Perfumerías Avenida  | Perfumerías Avenida  | 72               |                  |                      |                      |    |  |               |               |               |  |
|  |                        |                        | Perfumerías Avenida  | Perfumerías Avenida  | 72               |                  |                      |                      |    |  |               |               |               |  |
|  |                        |                        |                      |                      |                  |                  |                      |                      |    |  |               |               |               |  |
|  |                        |                        |                      |                      |                  |                  |                      |                      |    |  |               |               |               |  |
|  |                        |                        |                      |                      |                  |                  |                      |                      |    |  |               |               |               |  |
|  |                        |                        |                      |                      |                  |                  |                      |                      |    |  |               |               |               |  |

## Partidos

### Cuartos de final
| 10 de febrero de 2017 | Lacturale Araski                      | 64–62                                 | Star Center-Uni Ferrol                | Gerona |  |
| 18:45                 | Parciales: 19-17, 18-22, 12-13, 15-10 | Parciales: 19-17, 18-22, 12-13, 15-10 | Parciales: 19-17, 18-22, 12-13, 15-10 | |  |
|                       | Estadísticas                          | Reporte Pts Reb                       | Estadísticas                          | Pabellón: Pabellón Municipal Gerona-Fontajau Árbitros: Gomez Lopez, Susana Hurtado Almansa, Juan Ramón Televisión: |  |

| 10 de febrero de 2017 | Lointek Gernika Bizkaia               | 66–54                                 | CB Al-Qázeres Extremadura             | Gerona |  |
| 21:00                 | Parciales: 11-16, 18-11, 20-14, 17-13 | Parciales: 11-16, 18-11, 20-14, 17-13 | Parciales: 11-16, 18-11, 20-14, 17-13 | |  |
|                       | Estadísticas                          | Reporte Pts Reb                       | Estadísticas                          | Pabellón: Pabellón Municipal Gerona-Fontajau Árbitros: Morales Ruíz, German Francisco González Gálvez, Iyán Televisión: |  |

### Semifinales
| 11 de febrero de 2017 | Lacturale Araski                      | 71–78                                 | Spar Citylift Girona                  | Gerona |  |
| 19:00                 | Parciales: 20-16, 17-18, 14-23, 20-21 | Parciales: 20-16, 17-18, 14-23, 20-21 | Parciales: 20-16, 17-18, 14-23, 20-21 | |  |
|                       | Estadísticas                          | Reporte Pts Reb                       | Estadísticas                          | Pabellón: Pabellón Municipal Gerona-Fontajau Árbitros: Lucas de Lucas, Ángel Olivares Iglesias, Alfonso Televisión: |  |

| 11 de febrero de 2017 | Lointek Gernika Bizkaia             | 48–72                               | Perfumerías Avenida                 | Gerona |  |
| 21:15                 | Parciales: 9-21, 12-16, 8-17, 19-18 | Parciales: 9-21, 12-16, 8-17, 19-18 | Parciales: 9-21, 12-16, 8-17, 19-18 | |  |
|                       | Estadísticas                        | Reporte Pts Reb                     | Estadísticas                        | Pabellón: Pabellón Municipal Gerona-Fontajau Árbitros: Terreros San Miguel, José Mª García Rodríguez, Christian José Televisión: |  |

### Final
| 12 de febrero de 2017 | Spar Citylift Girona                  | 76–80                                 | Perfumerías Avenida                   | Gerona |  |
| 20:30                 | Parciales: 16-17, 25-13, 15-31, 20-19 | Parciales: 16-17, 25-13, 15-31, 20-19 | Parciales: 16-17, 25-13, 15-31, 20-19 | |  |
|                       | Estadísticas                          | Pts Reb                               | Estadísticas                          | Pabellón: Pabellón Municipal Gerona-Fontajau Asistencia: 4.261 espectadores Árbitros: Lucas de Lucas, Ángel Olivares Iglesias, Alfonso Televisión: |  |

| Ganadoras de la Copa de la Reina 2017 |
| ------------------------------------- |
| Perfumerías Avenida 6º título         |

## Minicopa de la Reina

### Final
| 12 de febrero de 2017 | IDK Gipuzkoa                        | 49–73                               | Mann-Filter                         | Gerona                                                                            |  |
| 10:00                 | Parciales: 8–16, 19–23, 15–20, 7–14 | Parciales: 8–16, 19–23, 15–20, 7–14 | Parciales: 8–16, 19–23, 15–20, 7–14 |                                                                                   |  |
|                       |                                     | Reporte                             |                                     | Pabellón: Pabellón Municipal Gerona-Fontajau Árbitros: Xevi Girbal Ferran Garriga |  |